# Chrysamoebaceae
Famille
Les Chrysamoebaceae sont une famille d'algues de l'embranchement des Ochrophyta, de la classe des Chrysophyceae et de l'ordre des Chromulinales.

## Étymologie
Le nom vient du genre type Chrysamoeba, dérivé du grec χρυσός / khrusos, « couleur or », et αμοιβη / amoibē, « transformation », par allusion aux protozoaires Amoebozoa, littéralement « amibe dorée », en référence à la couleur des cellules de cet organisme et à leur ressemblance avec des amibes notamment par la présence de pseudopodes.

## Liste des genres
Selon AlgaeBase (19 janvier 2022) :
- Amphirhiza Skuja
- Brehmiella Pascher
- Chrysamoeba G.A.Klebs
- Chrysarachnion Pascher
- Chrysastridium Lauterborn
- Chrysidiastrum Lauterborn
- Chrysostephanosphaera Scherffel
- Leukapsis Pascher
- Leukochrysis Pascher
- Myxochrysis Pascher
- Platychrysella Valkanov
- Rhizochrysidopsis Geitler
- Rhizochrysis Pascher
- Rhizoochromonas K.H.Nicholls